# Nerodia harteri
Nerodia harteri (Нерозія бразоська) — вид змій роду Неродія (Nerodia) родини вужеві. Вид зустрічається у США на півночі штату Техас вздовж річки Бразос. Завдяки обмеженому ареалу, виду наданий охоронний статус «Близький до загрозливого».

## Опис
Тіло завдовжки 41-81 см. Забарвлення мінливе: варіює від коричневого до зеленого, по боках наявні по дві паралельні криві смуги. Черево рожеве або помаранчеве з темними плямами.